# Sommartrattskivling
Sommartrattskivling (Clitocybe gibba) är en svampart i ordningen skivlingar som tillhör familjen Tricholomataceae. Den växer i skogsområden och i hagmarker, ofta i grupper. Fruktkroppen uppträder under sommaren och tidig höst, från juli och in i september.
Unga exemplar har en välvd hatt med låg men markerad puckel. Hos äldre exemplar är hatten trattlik. I trattens mitt finns en rest av puckeln kvar, som en liten spetsig upphöjning. Bredden på hatten är 4–10 centimeter. Både foten och hatten är ljust gulbrunaktiga i färgen, men foten har en något ljusare nyans än hatten. Fotens höjd är omkring 4–6 centimeter och dess diameter är 0,5–1,5 centimeter. Skivorna är av nedlöpande typ och har en blekvit färg.
Svampen har vitt kött och dess smak är mild och doften är något mandelaktig.